# Amer Kamal
Amer Kamal Suliman (ur. 13 września 1987) – piłkarz sudański grający na pozycji obrońcy. Od 2012 roku jest zawodnikiem klubu Al-Merreikh.

## Kariera klubowa
Do 2010 roku Kamal grał w klubie Al-Mourada z Omdurmanu. Na początku 2012 roku został zawodnikiem Al-Merreikh, także wywodzącego się z Omdurmanu.

## Kariera reprezentacyjna
W reprezentacji Sudanu Kamal zadebiutował w 2010 roku. W 2012 roku został powołany do kadry na Puchar Narodów Afryki 2012.